# لیندن (ویرجینا)
لیندن (به انگلیسی: Linden) یک منطقهٔ مسکونی در ایالات متحده آمریکا است که در ویرجینیا واقع شده‌است.